# Рамонський район
Рамонський район (рос. Рамонский район) — адміністративна одиниця на півночі Воронезької області Росії.
Адміністративний центр — робітниче селище Рамонь.

## Географія
Рамонский район з адміністративним центром смт Рамонь, розташований в північній лісостеповій частині Воронезької області, за 37 км від Воронежа. Район межує на півночі з Липецькою областю, зі сходу — з Новоусманським, із заходу — з Семилуцьким районами Воронезької області, з півдня — з м Воронежем. Площа району — 1300 км².
Через район в меридіональному напрямку протікають річка Дон і її притока — Воронеж. Район має високий агрокліматичних потенціал. Тривалість періоду з середньою добовою температурою повітря вище +5°С становить 183—189 днів.

## Історія
Район утворено 1965 року.

## Пам'ятки
- Замок принцеси О. Ольденбурзької.

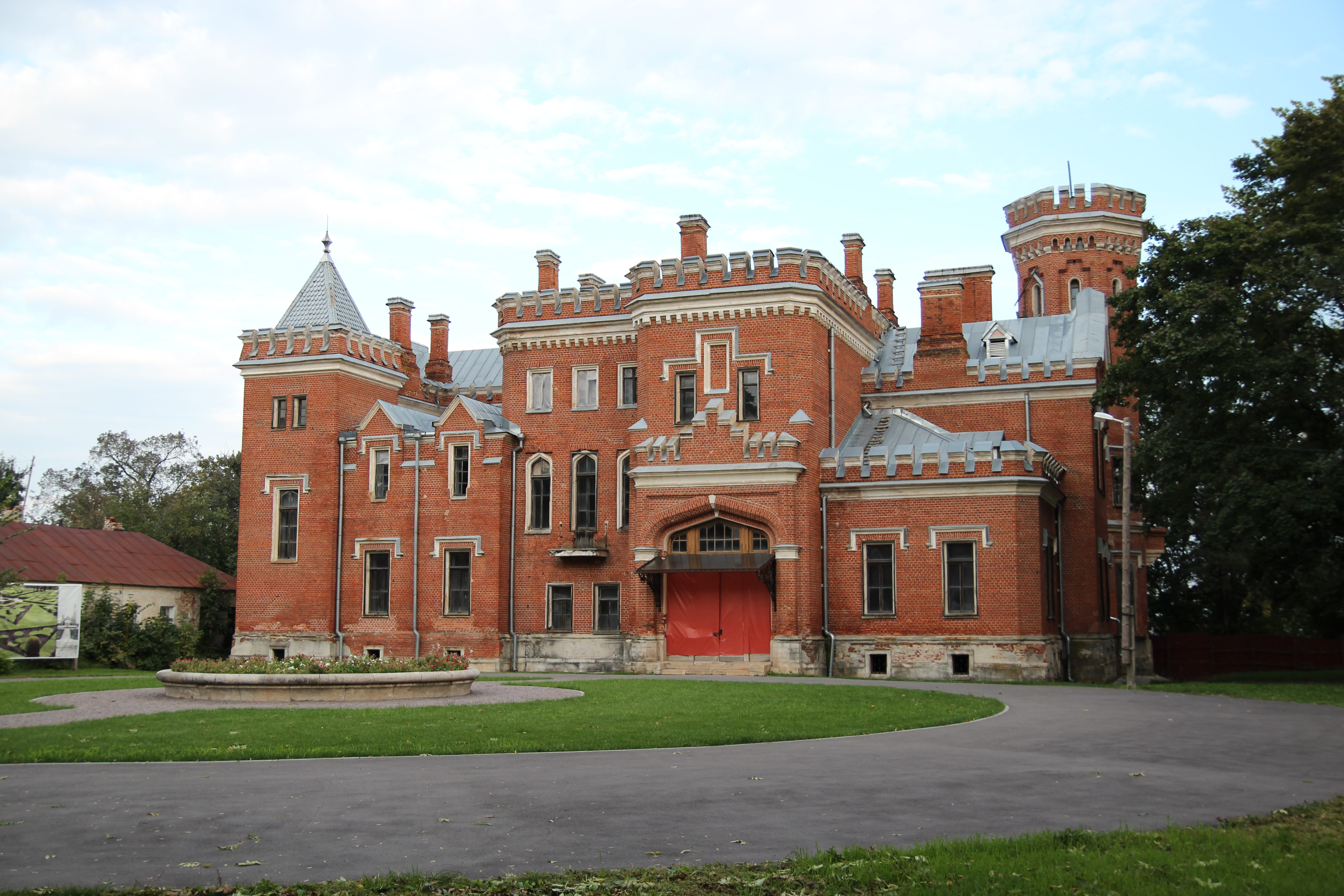
Замок принцеси Ольденбурзької

- Палеолітична стоянка Маслівка знаходиться на річці Воронеж біля села Маслівка Рамонского району.